# Martin Engeler
Martin Engeler (* 12. Januar 1982 in Basel) ist ein Schweizer Handballspieler.
Martin Engeler spielt für den TSV St. Otmar St. Gallen. Seine Position ist Rückraum links. Seine Handballkarriere begann er beim BSC Goldach, bevor er via Kadetten Schaffhausen zu St. Otmar wechselte. In St. Gallen wurde er in der Saison 2001/2002 U21-Schweizermeister. Er debütierte in der Saison 1999/2000 in der ersten Mannschaft des St. Galler Traditionsvereins. In der Saison 2000/2001 gehörte er dem Schweizermeister- und Cupsiegerteam an. In der Saison 2004/2005 erreichte er den Europacuphalbfinal.
Martin Engeler hat 38 Länderspiele für die Schweiz bestritten und dabei 97 Tore geworfen (Stand 06/2010). Dem aktuellen Kader der Nationalmannschaft gehört er nicht mehr an.
Er wurde 2013 an der Universität St. Gallen promoviert.